# Ашукинская (остановочный пункт)
Ашу́кинская — остановочный пункт Ярославского направления Московской железной дороги в Пушкинском районе Московской области. Находится рядом с дачным посёлком Ашукино.

## Краткая история
Официальное открытие остановочного пункта состоялось в 1898 году, а электрификация произошла в 1933 году.

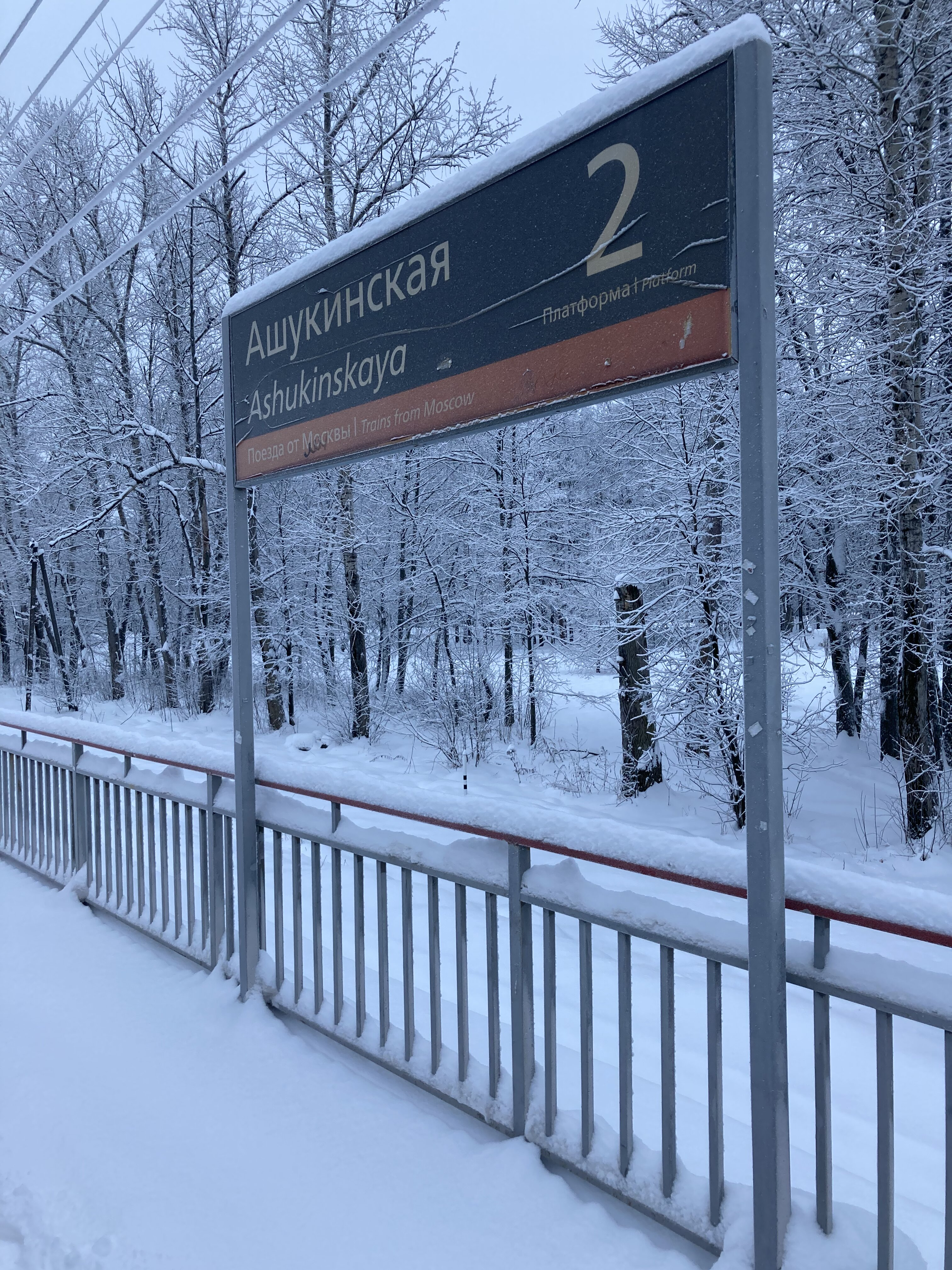
Указатель станции

В книге братьев Вайнеров «Эра милосердия» упоминается в контексте того, что Шарапов, Жеглов, Варя и другие поехали сюда копать картошку. В фильме «Место встречи изменить нельзя» показан только отъезд и приезд.

## Описание
На остановочном пункте имеется две электрифицированные не оборудованные турникетами платформы, обе боковые, на одной из которых есть билетная касса для обслуживания пассажиров, между которыми пролегает два железнодорожных пути. Со ввода в эксплуатацию она ни разу не подвергалась реконструкции.

## Транспорт
На восточной стороне от станции останавливаются автобусы следующих маршрутов:
- 48 Станция Пушкино — Софрино, Электрический механический Завод (обратно через Братовщину),
- 34 Талицы → Музей-усадьба «Мураново», Музей-усадьба «Мураново» → станция Софрино, Луговая — станция Софрино.